# Meilenstein (Mühltal)
Der Meilenstein (auch: Kilometerstein) in Mühltal ist ein Sandsteinmonolith in der hessischen Gemeinde Mühltal im Landkreis Darmstadt-Dieburg im Vorderen Odenwald. Der Stein stammt aus der zweiten Hälfte des 19. Jahrhunderts; er steht aus ortsgeschichtlichen Gründen unter Denkmalschutz des Landes Hessen.

## Beschreibung
Der Meilenstein steht außerhalb der Ortslage Mühltals an der Bundesstraße 426 zwischen Nieder-Ramstadt und Darmstadt, in unmittelbarer Nähe der Modau. Der runde Monolith aus Odenwälder Buntsandstein steht auf einem breiten Sockel. Die Inschrift des Flurdenkmals ist nicht mehr erkennbar.